# 小行星7650
小行星7650（7650 Kaname）是一颗围绕太阳公转的小行星。1990年10月16日，關勉在藝西天文台发现了此天体。
該小行星以日本業餘天文學家中村要命名。
这颗小行星的绝对星等为214.6325601092504等。